# Trude Klecker
Trude Klecker, née le 7 février 1926 à Semmering, est une ancienne skieuse alpine autrichienne.

## Palmarès

### Jeux olympiques d'hiver
| Épreuve / Édition         | Descente | Slalom géant | Slalom |
| JO 1952 Oslo              | 24e      | 4e           | —      |
| JO 1956 Cortina d'Ampezzo | 12e      | 33e          | —      |

### Championnats du monde
| Épreuve / Édition         | Descente | Slalom géant | Slalom | Combiné                          |
| JO 1952 Oslo              | 24e      | 4e           | —      | Épreuve inexistante à cette date |
| Mondiaux 1954 Åre         | Argent   | 27e          | Or     | 6e                               |
| JO 1956 Cortina d'Ampezzo | 12e      | 33e          | —      | —                                |

### Arlberg-Kandahar
- Vainqueur du Kandahar 1953 à Sankt Anton